# Анцола-д’Оссола
Анцола-д’Оссола (итал. Anzola d'Ossola) — коммуна в Италии, располагается в регионе Пьемонт, в провинции Вербано-Кузьо-Оссола.
Население составляет 455 человек (2008 г.), плотность населения составляет 33 чел./км². Занимает площадь 14 км². Почтовый индекс — 28877. Телефонный код — 0323.

## Демография
Динамика населения:

## Администрация коммуны
- Официальный сайт: http://www.comune.anzoladossola.vb.it/